# Saint-André-de-Roquelongue
Saint-André-de-Roquelongue település Franciaországban, Aude megyében. Lakosainak száma 1400 fő (2022. január 1.). Saint-André-de-Roquelongue Bizanet, Boutenac, Fontjoncouse, Montséret, Narbonne, Peyriac-de-Mer, Portel-des-Corbières, Thézan-des-Corbières és Villesèque-des-Corbières községekkel határos.

## Népesség
A település népessége az elmúlt években az alábbi módon változott:
| Lakosok száma | 813  | 680  | 755  | 1003 | 1298 | 1384 | 1390 | 1369 | 1377 | 1400 |
|               | 1968 | 1982 | 1990 | 2006 | 2013 | 2015 | 2017 | 2019 | 2020 | 2022 |